# Caladenia sigmoidea
Caladenia sigmoidea é uma espécie de orquídea, família Orchidaceae, endêmica do sudoeste da Austrália, onde cresce isolada em grupos pequenos, ou grandes colônias, em bosques, áreas reflorestadas, ou de vegetação arbustiva e afloramentos de granito, em áreas de solo bem drenado mas ocasionalmente nas areias ao redor de lagos salgados e planícies sazonalmente alagadiças, com flores de sépalas e pétalas externamente pubescentes, muito estreitas, comparativamente curtas e agudas, espessamente clavadas; labelo de ápice clavado, de margens pouco denteadas e calos calos prostrados, em forma de bigorna. São plantas com uma única folha basal pubescente e uma inflorescência rija, fina e pubescente, com uma ou poucas flores, mas que em conjunto formam grupo vistoso e florífero.

## Publicação e sinônimos
- Caladenia sigmoidea R.S.Rogers, Trans. Roy. Soc. South Australia 62: 12 (1938).

Sinônimos homotípicos:
- Calonema sigmoideum (R.S.Rogers) Szlach., Polish Bot. J. 46: 19 (2001).
- Calonemorchis sigmoidea (R.S.Rogers) Szlach., Polish Bot. J. 46: 142 (2001).
- Jonesiopsis sigmoidea (R.S.Rogers) D.L.Jones & M.A.Clem., Orchadian 14: 180 (2003).